# Fritillaria regelii
Fritillaria regelii är en liljeväxtart som beskrevs av A.S.Losina- Losinskaja. Fritillaria regelii ingår i Klockliljesläktet och i familjen liljeväxter. Inga underarter finns listade.